# Pamela Franková
Pamela Franková nepřechýleně Pamela Frank (* 20. června 1967 New York), je americká houslistka. Kromě své umělecké kariéry vyučovala od roku 1996  na Curtis Institute of Music. Od roku 2018 je mimořádnou profesorkou v oboru hry na housle na Thornton School of Music University of Southern California.

## Život a kariéra
Pamela Franková se narodila v New Yorku jako dcera dvou klavíristů, Claude Franka a Lilian Kallirové. Studovala u Shirley Givens pomocí Givensovy metody, na rozdíl od mnoha jejích současníků, kteří obvykle jako děti začínají s metodou Suzuki. V letech 1983 a 1984 navštěvovala letní konzervatoř Music Academy of the West. Svou kariéru začala v roce 1985, kdy vystoupila s Alexanderem Schneiderem a New York String Orchestra v Carnegie Hall.
Pamela Franková pravidelně vystupuje s nejvýznamnějšími sólisty a soubory současnosti, včetně orchestrů ve Filadelfii, Chicagu, Clevelandu, Bostonu, New Yorku, San Franciscu a Baltimoru, také s berlínskou, petrohradskou a izraelskou filharmonií. Mezi její projekty v oblasti komorní hudby patří vystoupení s takovými umělci, jako jsou Peter Serkin, Yo-Yo Ma, Emanuel Axe a její otec Claude Frank. Často vystupovala s Academy of St. Martin-in-the-Fields, Chamber Music Society of Lincoln Center a Musicians from Marlboro. V roce 1999 byla Pamele Frankové udělena cena Avery Fisher Prize, jedno z nejvyšších vyznamenání udělených americkým instrumentalistům.
Působí na  Peabody Institute Univerzity Johnse Hopkinse, Curtis Institute of Music a na Newyorské státní univerzitě ve Stony Brooku.
Od roku 2012 je předsedkyní poroty Mezinárodní soutěže mladých houslistů Yehudi Menuhina.
Je vdaná za fyzioterapeuta Howarda Nelsona.

## Diskografie
Argo:
- Kernis Lament & Prayer, with David Zinman and the Minnesota Orchestra (1999)

Arte Nova:
- Mozart Violin Concertos 1-5 with David Zinman and the Tonhalle Orchestra (2000)
- Schubert: Works for Violin and Piano, with Claude Frank (2005)

Decca Records:
- Dvořák Violin Concerto, Romance, Suk Fantasy with Sir Charles Mackerras and the Czech Philharmonic Orchestra (1998)
- Brahms Complete Violin Sonatas, with Peter Serkin (1998)

Delos:
- Herrmann "Souvenirs de Voyage" for Clarinet and String Quartet (1992)
- Prokofiev Quintet for Oboe, Clarinet, Violin, Viola and Bass in G minor, Op. 39 (1993)

Hänssler Classics:
- Bruch Violin Concerto No. 1 in G minor, Op. 26 with Neville Marriner and The Academy of St Martin-in-the-Fields (2004)

MusicMasters:
- Beethoven 10 Sonatas for Violin & Piano, with Claude Frank (1999)

Naxos Records:
- Zwilich Violin Concerto, with Michael Stern and the Saarbrücken Radio Symphony Orchestra (2005)

Sony Classical:
- Chopin Trio for Violin, Cello and Piano in G minor, Op. 8 (1994)
- Schubert Quintet in A Major, D. 667 "Trout" (1996)
- Schubert Quintet in C Major, D. 956 (1990)